# Nikolaos Sifounakis

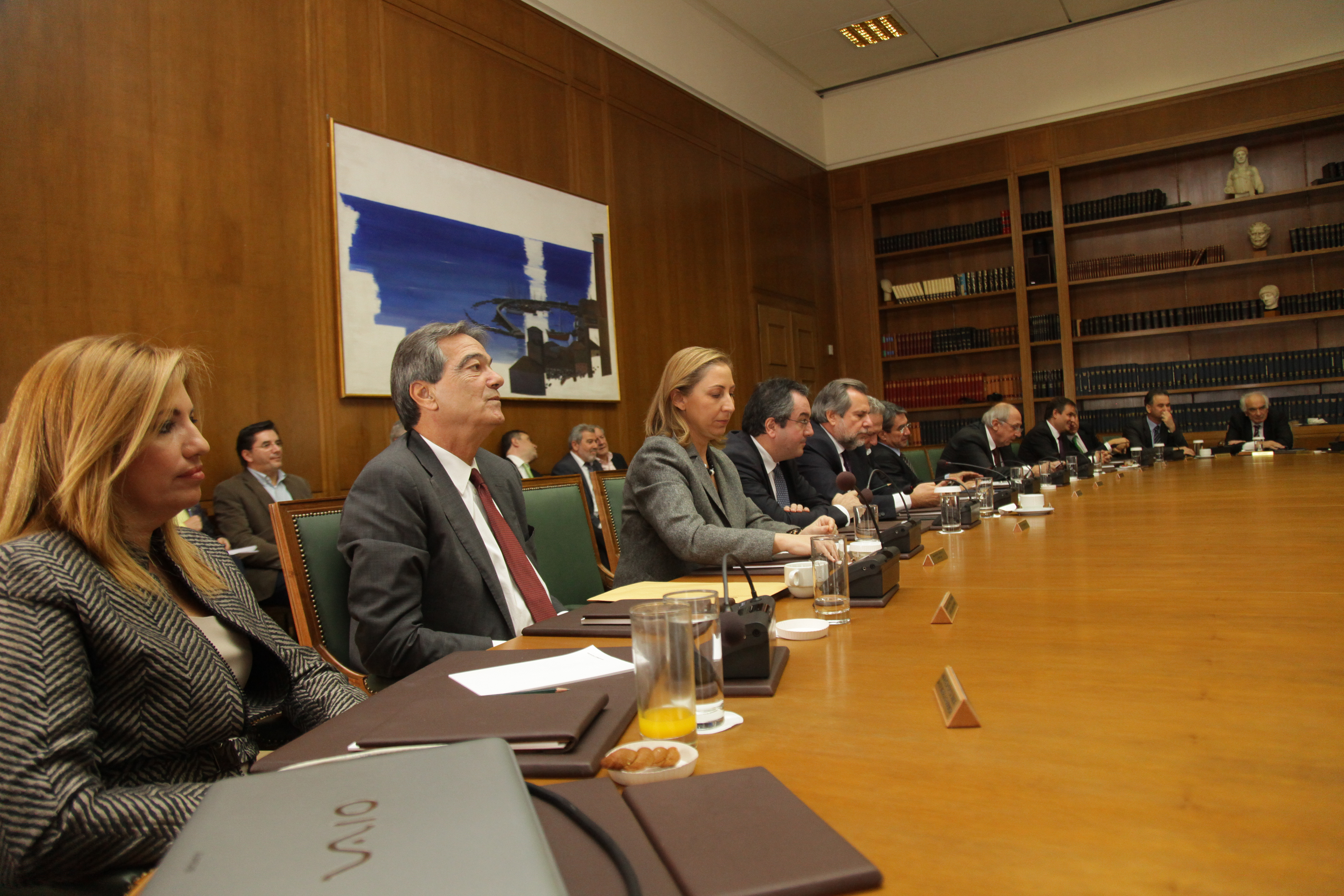
Nikolaos Sifounakis (al doilea din stânga), 2011

Nikolaos Sifounakis (n. 21 decembrie 1949, Rethymno, Creta⁠(d), Grecia) este un om politic grec, membru al Parlamentului European în perioada 2004-2009 din partea Greciei.